# Lamprima adolphinae
Lamprima adolphinae ist ein Käfer (Coleoptera) aus der Familie der Schröter (Lucanidae).

## Verbreitung
Lamprima adolphinae ist ein Endemit von Neuguinea. Die Art soll in Japan als Neozoon vorkommen.

## Merkmale
Die Art zeichnet sich durch einen sehr ausgeprägten Sexualdimorphismus aus. Die Männchen können eine Körperlänge von 27 Millimetern erreichen, die Weibchen sind wesentlich kleiner und werden bis zu 22 Millimeter lang. Halsschild und Flügeldecken sind metallisch grün gefärbt, der Kopf und Hinterleib kupfrig rötlich. Der Halsschild ist breiter als lang und erreicht die Breite der Flügeldecken. Beim Männchen ist die Körperoberfläche glatt und glänzend, sie trägt eine spärliche, unauffällige Punktierung. Am Kopf sind die Mandibeln auffallend verlängert und nach vorn vorstehend. Sie sind schwarz gefärbt, schwach nach oben gebogen, auf der Innenseite gezähnt und laufen in drei Spitzen aus (Selten gibt es auch Männchen mit ungezähnten Mandibeln). Die Vordertibien tragen an der Spitze einen auffallend vergrößerten und nach vorn dreieckig erweiterten, rot gefärbten Sporn. Die Weibchen sind durch stärkere Punktierung matter, die Sonderbildungen der Männchen (Mandibeln, Sporne) sind nicht ausgebildet.
Bei mikroskopischer Untersuchung sitzt in jeder Pore der Flügeldecken ein sehr kurzes, gebogenes Haar (Seta) mit einer Pore nahe der Basis; die Form ist für die Unterfamilie kennzeichnend.
Lamprima adolphinae tritt in vielen verschiedenen Farbvarianten auf, insbesondere bei gezüchteten Tieren. So gibt es Zuchtformen in blau, rot, schwarz und weiteren Farbtönen.

## Lebensweise
Die Tiere ernähren sich von Baumsäften und überreifem Obst. Die Weibchen legen die Eier in faule Holzstämme. Hierzu legen sie Gänge im toten Holz an. Die Larven leben und ernähren sich von faulem Laubholz. Je nach Temperatur und verfügbarer Nahrung benötigen sie 9 bis 13 Monate für die Entwicklung. Die männlichen Larven können eine Länge von bis zu 60 Millimetern erreichen, die weiblichen Larven von bis zu 40 Millimetern.

## Zucht
Lamprima adolphinae ist in vielen Zuchten verbreitet. Dies liegt zum einen an der Schönheit der Art und zum anderen an der einfachen Zucht. Die Zucht der Art gilt, unter günstigen Bedingungen, als leicht. Dazu sollte der Zuchtbehälter handfeucht gehalten werden. Des Weiteren muss ausreichend faules Holz für Laven und Eiablage sowie Futter für die Käfer vorhanden sein. Der weibliche Käfer legt die Eier nach der Paarung in faule Holzstücke. Diese sollten nicht zu weich sein, da es dem Weibchen sonst nicht möglich ist Gänge zu bohren. Nach der Eiablage wird jeder Gang, der am Ende ein oder mehrere Eier beinhaltet, vom Weibchen wieder verschlossen. Die Larven ernähren sich von faulem Holz. Nach circa einem Jahr ist die Larve ausgewachsen und bereit für die Verpuppung. Nach circa zwei weiteren Monaten schlüpfen die fertigen Käfer.

## Systematik
Für die Art beschrieb Gestro bei der Erstbeschreibung eine neue Gattung Neolamprima, später wurde diese mit Lamprima synonymisiert und die Art in die Gattung Lamprima transferiert. Es wurden eine Reihe von Unterarten beschrieben, die heute meist nicht mehr als gerechtfertigt angesehen werden.
Die Art gehört in die nur etwa 10 bis 20 Arten umfassende, ausschließlich auf der Südhalbkugel verbreitete Unterfamilie Lampriminae, diese tritt mit vier Gattungen in Australien, Neuseeland, Neuguinea und den umliegenden Inseln und mit einer Gattung in Südamerika auf. Die Gattung Lamprima besteht aus fünf Arten. Lamprima adolphinae ist der einzige Vertreter von Neuguinea.